# Barnardromia bituberculata
Barnardromia bituberculata is een krabbensoort uit de familie van de Dromiidae. De wetenschappelijke naam van de soort is voor het eerst geldig gepubliceerd in 1920 door Stebbing.